# Vania Vainilla
Vania Vainilla, nombre artístico de Diego Millán Tarrason (Zaragoza, 30 de julio de 1983), es una drag queen española, conocida por competir en la tercera temporada de Drag Race España.

## Carrera
Inició su carrera como drag queen en Zaragoza (España) alrededor del año 2000, actuando en varios locales de la capital aragonesa y convirtiéndose en imagen de algunos de ellos. En 2011, se trasladó a Ibiza, donde formó parte del equipo de animación de fiestas emblemáticas de la isla, como La Troya, Supermartxé entre otros. 2013, se consolidó como drag residente e imagen del club Pacha Ibiza durante toda la temporada estival.
Tras el cierre de temporada en Ibiza 2011, se estableció en Madrid, donde fue la imagen en la discoteca-teatro Joy Eslava desde 2011 hasta 2020. Durante su residencia en la capital española (su ciudad de residencia actual), trabajó en numerosos locales del barrio de Chueca, así como en diversas salas de la escena madrileña. En 2022, participó como imagen drag en la campaña «Hay ganas de Orgullo de pueblo» de J&B, una iniciativa que visibiliza el sexilio la migración de personas LGTB desde entornos rurales a ciudades debido a la discriminación. Se busca con ello llevar los eventos y carrozas del Orgullo LGBT de las grandes ciudades de España a los municipios y el mundo rural.
En 2023, Vania se unió a la competencia de telerrealidad Drag Race España en su tercera temporada, que comenzó a emitirse el 16 de abril de 2023. En el quinto episodio del programa, titulado «Snatch Game», y centrado en el reto de imitación, Vania se decantó por interpretar a Bárbara Rey, mientras que su compañera Hornella Góngora se decantó por el rey Juan Carlos. La colaboración entre ambas las llevó a estar entre las mejor valoradas del episodio. Finalmente se posicionó como una de las finalistas de la temporada.

## Trayectoria

### Televisión
| Año  | Título                              | Temporada | Papel        | Notas        |
| ---- | ----------------------------------- | --------- | ------------ | ------------ |
| 2017 | Gran Hermano Revolution             | T18       | Candidata    | 1 episodio   |
| 2022 | Socios por el mundo                 | -         | Invitada     | 1 episodio   |
| 2023 | Drag Race España                    | T3        | Concursante  | 11 episodios |
| 2024 | Drag Race España (La Alfombra Rosa) | T4        | Presentadora | 1 episodio   |

### Eventos Destacados
| Año     | Título                             | Papel                                   | Lugar               |
| ------- | ---------------------------------- | --------------------------------------- | ------------------- |
| 2013    | Pacha Ibiza                        | Imagen RR.PP                            | Ibiza               |
| 2011-20 | Joy Eslava                         | Imagen, Animación, RR.PP ...            | Madrid              |
| 2022    | J&B Orgullo de Pueblo              | Show, Imagen, Animación ...             | Diversos Municipios |
| 2023    | J&B Orgullo de Pueblo Vol.II       | Show, Imagen, Animación ...             | Diversos Municipios |
| 2023    | XXIV Mostra De Curtas Vila de Noia | Copresentadora, Show ... Ver Video      | Noia, La Coruña     |
| 2023    | Brava Madrid                       | Presentadora, Bingo show By Drag Brunch | Madrid              |
| 2024    | Brava Madrid                       | Presentadora, Bingo show By Drag Brunch | Madrid              |
| 2024    | J&B Orgullo de Pueblo Vol.III      | Presentadora, Show, Imagen ...          | Diversos Municipios |
| 2024    | Horteralia Festival                | Show                                    | Madrid              |
| 2024    | Mallorca Live Festival             | Show                                    | Mallorca            |
| 2024    | Fancinequeer                       | Presentadora, Show                      | Badajoz             |

### Entrevistas
| Año  | Medio     | Titulo                               | Enlace |
| ---- | --------- | ------------------------------------ | ------ |
| 2023 | Telecinco | 20 Años haciendo drag desde el humor | Aquí   |
| 2025 | The-Bar   | “Soy una obra maestra en movimiento” | Aquí   |

### Sencillos
| Año  | Título                                                   |
| ---- | -------------------------------------------------------- |
| 2022 | «Amo La Noche - LL Bar 27 Aniversario» con Chumina Power |

## Teatro
- El Gran Hotel de las Reinas (2023)[9]